# Spermacoceae
Tribu
Les Spermacoceae sont une tribu de plantes à fleurs dicotylédones de la famille des Rubiaceae, sous-famille des Rubioideae, à répartition pantropicale, qui comprend environ 1 000 espèces et 60 genres.

## Liste des genres
Selon NCBI (27 février 2022) :
- Agathisanthemum Klotzsch
- Amphiasma Bremek., 1952
- Amphistemon Groeninckx
- Arcytophyllum Willd. ex Schult. & Schult.f.
- Astiella Jovet
- Borreria G.Mey.
- Bouvardia Salisb.
- Carajasia R.M.Salas, E.L.Cabral & Dessein, 2015
- Conostomium (Stapf) Cufod., 1948
- Cordylostigma Groeninckx & Dessein
- Crusea Cham. & Schltdl.
- Debia Neupane & N.Wikstr., 2015
- Dentella J.R.Forst. & G.Forst., 1776
- Diacrodon
- Dibrachionostylus Bremek., 1952
- Dimetia (Wight & Arn.) Meisn., 1838
- Diodella Small, 1913
- Diodia L.
- Dolichocarpa K.L.Gibbons, 2020
- Edrastima Raf., 1834
- Emmeorhiza Pohl ex Endl., 1838
- Ernodea Sw., 1788
- Exallage Bremek., 1952
- Galianthe Griseb.
- Hedyotis L., 1753
- Hedythyrsus Bremek.
- Houstonia L., 1753
- Hydrophylax L.f., 1782
- Involucrella (Benth. & Hook.f.) Neupane & N.Wikstr., 2015
- Kadua Gouldia A.Gray, 1860
- Kohautia Cham. & Schltdl.
- Lelya Bremek.
- Leptomischus Drake, 1895
- Leptopetalum Hook. & Arn., 1838
- Manettia Mutis ex L.
- Manostachya Bremek., 1952
- Metabolos Blume
- Mitracarpus Zucc., 1827
- Mitrasacmopsis Jovet, 1935
- Neanotis W.H.Lewis
- Nesohedyotis Bremek., 1952
- Oldenlandia L., 1753
- Oldenlandiopsis Terrell & W.H.Lewis
- Paranotis Pedley ex. K.L.Gibbons, 2020
- Pentanopsis Rendle, 1898
- Pentodon Hochst., 1844
- Phialiphora Groeninckx, 2010
- Pleiocraterium Bremek.
- Psyllocarpus Mart. & Zucc., 1824
- Psylocarpus
- Richardia L., 1753
- Sacosperma G.Taylor, 1944
- Saprosma Blume, 1827
- Schwendenera K.Schum., 1886
- Scleromitrion (Wight & Arn.) Meisn., 1838
- Spermacoce L.
- Stenaria (Raf.) Terrell
- Stenotis Terrell, 2001
- Synaptantha Hook.f., 1873
- Thamnoldenlandia Groeninckx, 2010
- Thecorchus Bremek., 1952